# 特伊西亚斯

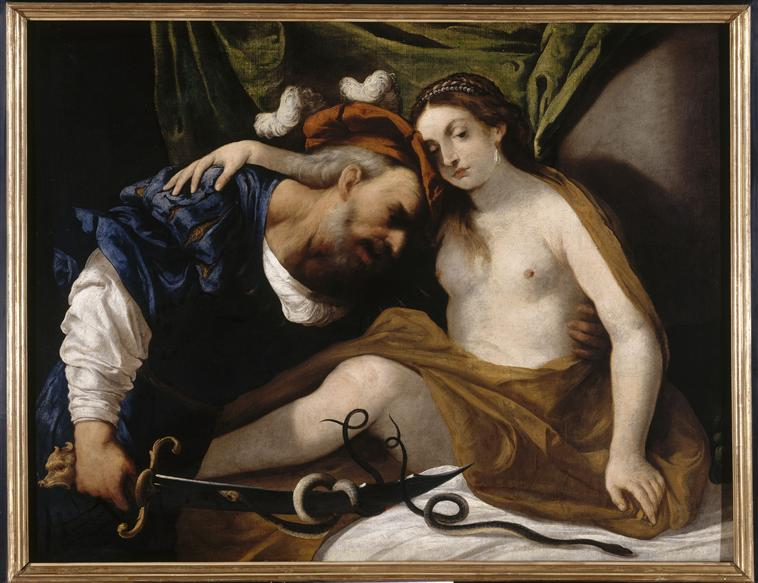
《特伊西亚斯变成女人》，皮尔托·德拉·维基亚，17世纪

特伊西亚斯（又译作忒瑞西阿斯、提瑞西阿斯或铁列西阿斯）是古希腊神话中的人物，最初为男性，因触怒赫拉，被变为女性，七年后恢复为男性。为一位生活于底比斯的盲人先知。其事迹反映于荷马史诗《奥德赛》中，凭借多种获得信息的能力并对世界进行解释而闻名于世。其形象亦出现于古希腊作家—索福克勒斯的相关作品中。遂成为作家进行文学创作的重要题材。

## 神话
在最著名的古代神话传说中，还有忒拜的很多故事里，特伊西亚斯都是个非常重要的人物。他七岁时成为一个盲人，其原因说法不一：
1. 有一则神话说特伊西亚斯曾经变过两次性别，既做过男人也做过女人。一天当他在库勒涅山上行走时，看见两条蛇在进行交配，他就用手杖将雌蛇打死，结果他变成了一个女人，成为赫拉的侍女，结婚并育有一女曼托。七年之后，特伊西亚斯又再次走到此山上看见两条蛇在交配，于是他将雄蛇打死，结果他又重新变回了男人。后来，天父宙斯和天后赫拉争吵，宙斯认为在性爱中女人比男人得到更多的快乐，赫拉的看法相反。他们招来特伊西亚斯，因为他既做过男人也做过女人，可以从亲身经历中来谈他的看法。特伊西亚斯说如果性爱之乐有十分，那么男人只能享受其中的一分。特伊西亚斯的话惹怒了赫拉，赫拉把他变成了瞎子。宙斯无法挽回赫拉所造成的结果，但作为补偿，宙斯赐予了他通过鸟语预知未来的本领和七代或九代人的寿命。
2. 特伊西亚斯由于向凡人泄露了神的秘密，所以成了盲人。
3. 特伊西亚斯的母亲是雅典娜最喜爱的侍女，一天她们正在山泉裡沐浴，这时在附近打猎的特伊西亚斯无意中看到了雅典娜的裸体。女神发现后马上用双手将他的眼睛盖住，使他双目失明。作为补偿，雅典娜净化了他的耳朵，使他能听懂鸟语。并赐予他预言能力和跨越九代人的寿命。

特伊西亚斯做出过很多预言，他准确预言了大力士赫拉克勒斯的丰功伟绩和他的结局；他还预言过彭透斯的死等等。在冥界，他仍然保持预言的本能。他向来冥土祈求预知未来的俄底修斯预言了他在回到伊塔刻途中将遇到的各种磨难和危险。根据神话传说中描述特伊西亚斯是因为喝了忒尔福萨山泉的冰水而死的。
还有一则神话故事是说爱神阿佛洛狄忒和美惠三女神进行比美，由特伊西亚斯来评判她们当中谁是最美丽的女神。当然特伊西亚斯是一个盲人，他根本无法看到女神们的容貌，当他把奖章颁发给卡勒（Kale、“美女”之意）的时候，愤怒的阿佛洛狄忒将他变成了一个老妪。作为补偿，卡勒赐予了他一头秀发，并将他带到了克里特岛（Crete）。

## 扩展阅读
- Robert Graves, 1960 (revised edition). The Greek Myths
- Luc Brisson, 1976. Le mythe de Tirésias: essai d'analyse structurale (Leiden: Brill) Structural analysis by a follower of Claude Lévi-Strauss and a repertory of literary references and works of art in an iconographical supplement.
- N. Loraux, The Experiences of Tiresias. The Feminine and the Greek Man, Princeton (NJ), 1995
- G. Ugolini, Untersuchungen zur Figur des Sehers Teiresias, Tübingen, 1995
- E. Di Rocco, Io Tiresia: metamorfosi di un profeta, Roma, 2007
- 《希腊罗马神话词典》（鲁刚、郑述谱/编译、中国社会科学出版社）p258 统一书号：10190·193
- 《古希腊罗马神话鉴赏辞典》（晏立农、马淑琴/编著、吉林人民出版社）p453-454 ISBN 7-206-04846-3